# Province d'Ascoli Piceno
Pour les articles homonymes, voir d'Ascoli.
La province d'Ascoli Piceno est l'une des provinces d'Italie, sur l'Adriatique, dans la région des Marches.
La capitale provinciale est Ascoli Piceno.

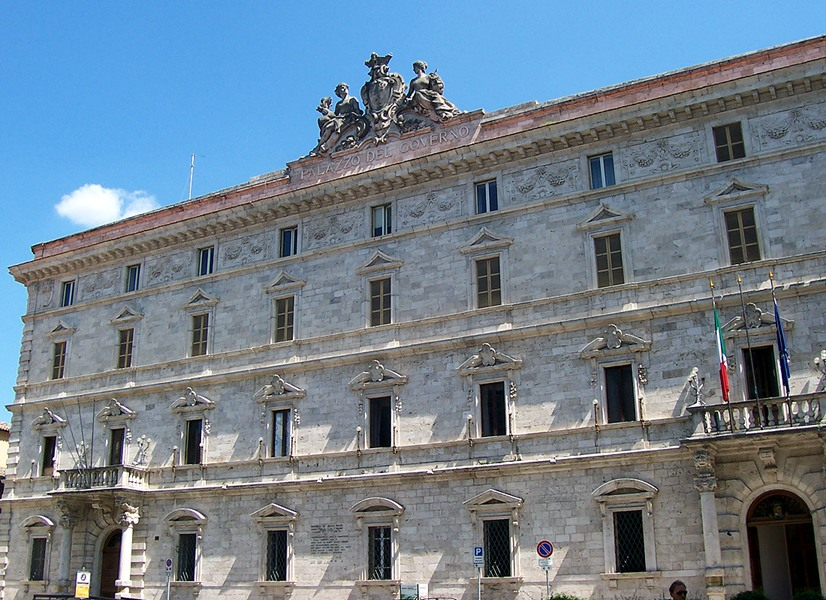
Palazzo del Governo, siège provincial.